# Budbringeren
Budbringeren é um filme de drama norueguês de 1997 dirigido e escrito por Pål Sletaune. Foi selecionado como representante da Noruega à edição do Oscar 1998, organizada pela Academia de Artes e Ciências Cinematográficas.

## Elenco
- Robert Skjærstad
- Andrine Sæther
- Per Egil Aske
- Eli Anne Linnestad
- Trond Høvik
- Henriette Steenstrup
- Ådne Olav Sekkelsten
- Trond Fausa Aurvaag